# Susan Hilferty
Susan Hilferty (nacida en 1953) es una diseñadora de vestuario para teatro, ópera, y cine.

## Información biográfica

### Educación y vida tempranas
Hilferty creció en una familia grande en Arlington, Massachusetts, donde su fuente más grande de alegría era la biblioteca. “No tuvimos televisión,” cuenta. “La lectura era mi diversión .” Dice Hilferty, cuyo interés en el arte y el diseño de vestuario la llevó a hacer su propia ropa a la edad de 12 años.
Como estudiante en la Universidad de Siracusa, Hilferty se graduó con la especialidad en pintura y diseño de moda. También cumplía con sus responsabilidades de trabajo- estudios en el teatro de la escuela. Ella afirma que durante su año de estudios en el extranjero (Londres) fue la experiencia que la dirigió a diseñar para el teatro. “ Había participado en obras de niñas, pero nunca había visto una producción en un escenario. Esto me llevó al diseño de teatro porque inmediatamente entendí cómo lo visual es una parte integral de como se cuentan las historias. Me veo como cuentacuentos quién opta por utilizar la ropa como mi medio.”
Después de graduarse de Syracuse, Hilferty se dirigió a Nueva York, donde trabajó como diseñadora de vestuario freelance así como en una tienda de trajes como pañero unos cuantos años antes de obtener un Máster en Bellas artes en diseño de teatro de la Universidad de Drama de Yale.

### Carrera
Susan Hilferty ha diseñado más de 300 producciones en todas partes el mundo. Es quizás más conocida por su trabajo en el musical Wicked, actualmente presentándose en Broadway y en ciudades a través del mundo. Por su trabajo en Wicked, Hilferty obtuvo en 2004 el Premio Tony por mejor vestuario, Drama Desk Award por Vestuario excepcional y el premio Outer Critics Desk. Otros créditos de Broadway incluyen Spring Awakening, Into the Woods (2002), Lestat y Assassins.
Sus muchas colaboraciones incluyen producciones con conocidos directores como Joe Mantello, James Lapine, Michael Mayer, Walter Bobbie, Robert Caídas, Tony Kushner, Robert Woodruff, JoAnne Akalaitis, el fallecido Garland Wright, James MacDonald, Bartlett Sher, Mark Lamos, Frank Galati, Des McAnuff, Christopher Ashley, Emily Mann, David Jones, Marion McClinton, Neil Pepe, Rebecca Taichman, Gregory Boyd, Laurie Anderson, Doug Wright, Carole Rothman, Oskar Eustis, Garry Hynes, Richard Nelson y Athol Fugard (el escritor sudafricano con quien trabaja como diseñadora de vestuario y escenografía y en ocasiones como codirectora desde 1980).
Su trabajo en el teatro regional en los Estados Unidos incluye producciones con Un.C.T San Francisco, ACT Seattle, La Compañía Suplente, Alley Theatre, Alliance Theatre, Baltimore Center Stage, Berkeley Repertory Theatre, Festival de Teatro Berkshire, Center Theare Group, Court Theatre (Chicago), Geffen Playhouse, Goodman Theatre, Guthrie Theater, Hartford Stage, Huntington Theatre Company, Kennedy Center, La Jolla Playhouse, Long Wharf Theatre, McCarter Theatre, New York Stage and Film, Old Globe Theatre, Pasadena Playhouse, Seattle Repertory Theatre, Signature Theatre (Arlington, Virginia), Trinity Rep, Williamstown Theatre Festival, y el Yale Repertory Theatre.
Además de su carrera como diseñadora de vestuario, Hilferty ha diseñado escenografías y dirigido. Actualmente es catedrática del departamento de Diseño y Cine de la Universidad de Nueva York Tisch Escuela de las Artes en Nueva York. Cuándo se le preguntó qué cualidades busca en estudiantes potenciales Hilferty respondió, “ Busco curiosidad. A no ser que alguien esté listo, dispuesto, y capaz de abrirse a sí mismos a un sin fin de culturas e historias, no pueden ser diseñadores. Nuestra función como diseñadores es crear una cultura. En cualquier año, podría estar trabajar en una puesta en escena en Sudáfrica de 1970, un musical basado en un pequeño pueblo de Texas, y un Musical basado en un cuento de hadas de Hans Christian Andersen. La lista continúa, como diseñadores, tenemos que constantemente emocionarnos al preguntarnos, ¿Cómo fue la Ciudad de Nueva York en 1974? ¿Cómo era India en 1642? ¿Cómo será la Tierra en 2050?'”
Actualmente vive en la Ciudad de Nueva York.

## Producciones

### Broadway
- A Lesson From Aloes - 1980
- Blood Knot - 1985
- Coastal Disturbances - 1987
- La comedia de las equivocaciones - 1987
- How to Succeed in Business Without Really Trying - 1995
- La Noche del la Iguana - 1996
- Sex and Longing" - 1996
- "dirty BLONDE" - 2000
- Into the Woods - 2002 Nominada al Premio Tony al mejor diseño de vestuario, Drama Desk Award Nominación por Diseño de Vestuario Excepcional
- Wicked - 2003 Ganadora del Premio Tony al mejor diseño de vestuario, Drama Desk Award Ganadora por Diseño de Vestuario Excepcional
- Assassins - 2004
- The Good Body  - 2004
- Lestat - 2006 Nominada Premio Tony al mejor diseño de vestuario
- Spring Awakening - 2006 Nominada Premio Tony al mejor diseño de vestuario
- Radio Golf - 2007
- Sondheim On Sondheim - 2010
- Wonderland - 2011
- The Road to Mecca - 2012
- Lewis Black: Running on Empty - 2012
- Annie - 2012
- Hands on a Hardbody - 2013
- Black to the Future - Visual Consultant - 2016
- Present Laughter - 2017 Nominada Premio Tony al mejor diseño de vestuario[9]

### Fuera de Broadway
- The Flats - 1975
- Juno and the Paycock - 1975
- Emma! - 1976
- Six Characters in Search of an Author - 1981
- John - 1976
- Jack Fallon, Fare Thee Well - 1976
- My Sister in this House - 1981
- Glass House - 1981
- Jungle of Cities - 1981
- Paper Angels - 1982
- Skirmishes - 1982
- All Night Long - 1984
- Mensch Meier - 1984
- Sister and Miss Lexie - 1985
- Cheapside - 1986
- A Soldier's Tale - 1986
- The Road to Mecca - 1988
- O+ - 1988
- Approaching Zanzibar - 1989
- My Children! My Africa! - 1989
- Ubu - 1989
- What a Man Weighs - 1990
- Boesman and Lena - 1992
- One Shoe off - 1993
- Playland - 1993
- Iphegenia and Other Daughters - 1995
- Arts and Leisure - 1996
- "Valley Song"' - 1996
- The Devils - 1997
- The Most Fabulous Story Ever Told - 1998
- Chesapeake - 1999
- Goodnight Children Everywhere - 1999
- The Captain's Tiger - 1999
- Moby Dick - 1999
- Jitney - 2000
- dirty BLONDE - 2000
- A Skull in Connemara - 2001
- Crimes of the Heart - 2001
- In the Penal Colony - 2001
- Necessary Targets - 2002
- Sorrows and Rejoicings - 2002
- Franny's Way - 2002
- Helen - 2002
- The General From America - 2003
- My Life With Albertine - 2003
- Rodney's Wife - 2004
- Madame Melville - 2005
- Fran's Bed - 2005
- Frank's Home - 2006
- Spring Awakening - 2006
- The Marriage of Bette and Boo - 2008
- Drunk Enough to Say I Love You? - 2008
- Conversations in Tusculum - 2008
- The Retributionists - 2009
- Our House - 2009
- The Book of Grace - 2010
- That Hopey Changey Thing - 2010
- In the Wake" - 2010
- "4play" - 2010
- Compulsion - 2010
- Ringling Bros. and Barnum & Bailey Circus: Fully Charged - 2011
- Sweet and Sad - 2011
- The Illusion - 2011
- Sorry - 2012
- If There Is I Haven't Found It Yet - 2012
- The Train Driver - 2012
- Blood Knot - 2012
- The Broken Heart - 2012
- Three Kinds of Exile - 2013
- Neva - 2013
- Jackie - 2013
- Regular Singing - 2013
- Sticks and Bones - 2014
- Stage Kiss - 2014
- King Lear - Theatre For a New Audience - 2014
- Posterity - 2015
- King Lear - New York Shakespeare Festival - 2014
- The Spoils - 2015
- The Painted Rocks at Revolver Creek - 2015
- Hungry - 2016
- Buried Child - 2016
- Familiar - 2016
- Turn Me Loose - 2016
- The Father - 2016
- A Doll's House - 2016